# 1153
Évszázadok: 11. század – 12. század – 13. század
Évtizedek: 1100-as évek – 1110-es évek – 1120-as évek – 1130-as évek – 1140-es évek – 1150-es évek – 1160-as évek – 1170-es évek – 1180-as évek – 1190-es évek – 1200-as évek
Évek: 1148 – 1149 – 1150 – 1151 –  1152 – 1153 – 1154 – 1155 – 1156 – 1157 – 1158

## Események
- január 6. – Anjou Henrik, a későbbi II. Henrik király megérkezik Angliába (1154-ben trónra lép).
- tavasszal – Châtillon Rajnald nőül veszi Konstancia antiochiai fejedelemnőt és trónra lép Antiochiában.[1]
- május 24. – IV. Malcolm skót király trónra lépése (1165-ig uralkodik).
- július 8. – IV. Anasztáz pápa megválasztása (1154-ig uralkodik).[2]
- augusztus 19. – II. Balduin jeruzsálemi király elfoglalja Askelónt.[3]
- november 6. – A winchesteri béke. István angol király és Matilda özvegy császárné kibékítése, mellyel lehetővé válik, hogy Istvánt a császárné fia Anjou Henrik kövesse az angol trónon.
- Felbomlik I. Manuél bizánci császárnak és Könyves Kálmán király törvénytelen fiának, a trónkövetelő Borisznak II. Géza magyar király ellen 1152-ben kötött szövetsége.
- Az Anjou-dinasztia uralmának kezdete Gascogne-ban.
- Andronikoszt I. Manuél bizánci császár összeesküvés vádjával bebörtönözteti.

## Születések
- Vilmos Poitiers grófja, Anjou Henrik herceg és Aquitániai Eleonóra fia
- II. Vilmos szicíliai király († 1189)
- az év folyamán – III. Alexiosz bizánci császár († 1211)

## Halálozások
- július 8. – III. Jenő pápa[4]
- augusztus 20. – Clairvaux-i Szent Bernát
- I. Dávid skót király (* 1084)
- IV. Odó, Boulogne grófja, István angol király fia
- Komnénosz Anna bizánci hercegnő és történetíró (* 1083)